# حسن الهضيبي
حسن إسماعيل الهضيبي (1891 م - 1973 م) هو المرشد الثاني لجماعة الإخوان المسلمون ويصفه الإخوان بأنه «المُرشد الممتحن» نظرا لأنه تولى إرشاد الجماعة في أثناء فترة المواجهة بين الإخوان ورجال ثورة 23 يوليو وعلى رأسهم الرئيس الراحل جمال عبد الناصر بعد حادثة المنشية 1954م التي تم إتهام أحد أعضاء الإخوان بمحاولة اغتيال عبد الناصر في حي المنشية بالإسكندرية رغم نفي الجماعة ذلك، وعلي إثرها تم حل الجماعة وحظر أنشطتها وإعتقال أعضائها وأنصارها وتأميم أموالها وممتلكاتها للمرة الثانية في تاريخها، وتم الحكم علي الهضيبي بالإعدام شنقًا في 4 ديسمبر 1954م، وهي الفترة التي قتل فيها العديد من شباب الإخوان في معتقلات الواحات وسجن طرة والسجن الحربي من جراء القتل والتعذيب حيث كانت الدولة تحاول أن تصفي جماعة الإخوان المسلمين بالقوة.
بعد اعتقال الهضيبي والحكم بإعدامه، شكل الإخوان المسلمون في الأقطار العربية مكتبا تنفيذيا تولى الدكتور مصطفى السباعي المراقب العام للإخوان المسلمين في سوريا رئاسته كقيادة جديدة للإخوان المسلمين وقائم بأعمال المُرشد العام للجماعة من سوريا بدلا من مصر.

## حياته
ولد المستشار القاضي حسن الهضيبي في عرب الصوالحة مركز شبين القناطر سنة 1309 هـ، الموافق لشهر ديسمبر 1891 ميلادية. قرأ القرآن في كُتّاب القرية، ثم التحق بالأزهر، ثم تحول إلى الدراسة المدنية، حيث حصل على الشهادة الابتدائية عام 1907م. التحق بالمدرسة الخديوية الثانوية، وحصل على شهادة البكالوريا عام 1911م، ثم التحق بمدرسة الحقوق، وتخرج منها عام 1915م. قضى فترة التمرين بالمحاماة في القاهرة حيث تدرج محاميًا. عمل في حقل المحاماة في مركز «شبين القناطر» لفترة قصيرة، ورحل منها إلى سوهاج، وبقي فيها حتى عام 1924م حيث التحق بسلك القضاء. كان أول عمله بالقضاء في «قنا»، وانتقل إلى «نجع حمادي» عام 1925م، ثم إلى «المنصورة» عام 1930م، وبقي في «المنيا» سنة واحدة، ثم انتقل إلى أسيوط، فالزقازيق، فالجيزة عام 1933م، حيث استقر سكنه بعدها بالقاهرة. تدرج في مناصب القضاء، فكان مدير إدارة النيابات، فرئيس التفتيش القضائي، فمستشار بمحكمة النقض.
استقال من سلك القضاء بعد اختياره مرشدًا عامًا  للإخوان عاما1951م. اعتقل للمرة الأولى مع إخوانه في 13 يناير 1953م، وأفرج عنه في شهر مارس من نفس العام، حيث زاره كبار ضباط الثورة معتذرين. اعتقل للمرة الثانية أواخر عام 1954م حيث حوكم، وصدر عليه الحكم بالإعدام، ثم خفف إلى المؤبد. نقل بعد عام من السجن إلى الإقامة الجبرية، لإصابته بالذبحة ولكبر سنه. رفعت عنه الإقامة الجبرية عام 1961م. أعيد اعتقاله يوم 23 أغسطس 1965م في الإسكندرية، وحوكم بإحياء التنظيم، وصدر عليه الحكم بالسجن ثلاث سنوات، على الرغم من أنه جاوز السبعين، وأخرج لمدة خمسة عشر يومًا إلى المستشفى، ثم إلى داره، ثم أعيد لإتمام مدة سجنه. مددت مدة السجن - بعد انتهاء المدة - حتى تاريخ 15 أكتوبر 1971م، حيث تم الإفراج عنه. توفي في الساعة السابعة صباح يوم الخميس 14 شوال 1393 هـ الموافق 11 نوفمبر 1973م.

## ارتباطه بالإخوان المسلمين
يروي الهضيبي أن علاقته بالإخوان قد بدأت منذ عام 1942م، وذلك حين لمس من بعض أقاربه الفلاحين إدراكًا لمسائل في الدين والسياسة ليس من عادة أمثالهم الإلمام بها، وخاصة أنهم كانوا شبه أميين، ولما علم أن ذلك يعود إلى الإخوان، أعجب بهذه الدعوة، وأخذ يحرص على حضور خطب الجمعة في المساجد التي كان يخطب فيها مؤسس الجماعة حسن البنا. فمن هذا العام 1942م بدأت صلته بالدعوة عن طريق مؤسس الجماعة أثناء أحد زياراته لمدينة الزقازيق. وكان بين الذين تلقوا الدعوة رجلان من كبار المستشارين هما محمد بك العوارجي وحسن الهضيبي.

## توليه الإرشاد
في الثاني عشر من شهر فبراير 1949م اغتيل حسن البنا فشغر بذلك مركز المرشد العام للدعوة، وأخذ الإخوان يبحثون عن قائد آخر، وأجمعت الهيئة التأسيسية على انتخاب «حسن الهضيبي» مرشداً عامًا وذلك بعد ترشيح حسن البنا له كخليفة له حيث قال لبعض الإخوة في مكتب الإرشاد:«لو حدث لي شيء واختلفتم إلى من يكون مرشدًا بعدي فاذهبوا إلى المستشار حسن الهضيبي فأنا أرشحه ليكون مرشدًا بعدي». وبقي الهضيبي يؤدى عمله سرًّا نحو ستة شهور، لم يترك العمل في القضاء خلالها. ولما سمحت حكومة النحاس باشا؛ للهيئة التأسيسية للإخوان بالاجتماع، طلب أعضاؤها من الهضيبي أن يرأس اجتماع الهيئة بصفته مرشدًا للجماعة، ولكنه رفض طلبهم إذ اعتبر انتخابه من قبل الهيئة التأسيسية في المرحلة السرية من الدعوة لا يمثل رأى جمهور الإخوان، وطلب منهم أن ينتخبوا مرشداً آخر غيره، ولكن الإخوان رفضوا طلبه، وقصدت وفود الإخوان من جميع مصر بيته، وألحت عليه بالبقاء كمرشد عام للجماعة، وبعد أخذ ورد وافق على مطالب وفود الإخوان، وقدم استقالته من القضاء؛ ليتفرغ للعمل في الإخوان المسلمين. وفي 17 أكتوبر 1951م أُعلن «حسن الهضيبي» مرشدًا عامًا لجماعة الإخوان المسلمين.

## الهضيبي في السجن
بدأ المرشد العام حياته الجديدة بالتعامل مع الأزمة مع الثورة من خلال سلسة من الاعتقالات والمحاكمات وسجن أثناء ذلك ونقل عنه أنه عذب وحكم عليه بالإعدام، ثم بدل ذلك بالأشغال الشاقة.

## مؤلفاته
1. دعاة لا قضاة.
2. إن هذا القرآن.
3. الإسلام والداعية «مجموعة كتابات جمعها أسعد سيد أحمد»

## قالوا عنه
أحمد حسين زعيم مصر الفتاة "لقد ضمنا السجن الحربي في مارس 1954م، وأشهد أنه كان معي كريمًا، وبي عطوفًا، وأحسب أن أعظم تكريم له هو في تكريم الإخوان المسلمين، ولقد سألني صحفي ما رأيك في الإخوان في معركة فلسطين؟ فأجبته بأنه كان أعظم الأدوار؛ حتى لقد كانوا هم الذين أنقذوا الجيش المصري من الوقوع في كارثة، عندما حموا مؤخرته وهو يتراجع، ويجب أن تعرف الدنيا كلها مني أنا، أن من حارب الفقيد، وحارب الإخوان بالحديد والنار، إنما كان يفعل ذلك لحساب الشيطان، ولا تظنوا يا أحبائي أنني أقول هذا الكلام الآن فقط، فقد غادرت مصر عام 1955؛ احتجاجًا على ما حل بالإخوان، وكان آخر لقاء بيني وبين عبد الناصر يدور حول هذا الموضوع، ثم يقول: "إن شهيدكم، وشهيد الإسلام إذ ينعم الآن بالحياة إلى جوار ربه، فسوف يسجل له التاريخ أنه كان كابن حنبل، رفض أن يساوم أو يتزحزح عما يتصوره حقَّا"

## من أقواله
- الشيوعية لا تقاوم بالعنف والقوانين ولا مانع لدي من أن يكون لهم حزب ظاهر وإن الإسلام كفيل لضمان وسلامة الطرق التي تسلكها البلاد.[9]
- أقيموا دولة الإسلام في قلوبكم، تقم لكم في أرضكم. علق المحدث والفقيه ناصر الدين الألباني عن هذه المقولة: كأنها من وحي السماء [10]

## وصلات خارجية
- حسن الهضيبي على موقع مونزينجر (الألمانية)